# Tenualosa
Tenualosa — рід риб родини оселедцевих (Clupeidae). Містить 5 видів.

## Поширення
Представники роду трапляються в Індійському океані і в західній частині Тихого океану, переважно в тропічних або субтропічних регіонах. Tenualosa thibaudeaui живе в прісній воді в басейні річки Меконг (Південно-Східна Азія).

## Види
- Tenualosa ilisha (Hamilton, 1822)
- Tenualosa macrura (Bleeker, 1852)
- Tenualosa reevesii (Richardson, 1846)
- Tenualosa thibaudeaui (Durand, 1940)
- Tenualosa toli (Valenciennes, 1847)